# Cerisiers
Cerisiers – miejscowość i gmina we Francji, w regionie Burgundia-Franche-Comté, w departamencie Yonne.
Według danych na rok 1990 gminę zamieszkiwało 889 osób, a gęstość zaludnienia wynosiła 34 osoby/km² (wśród 2044 gmin Burgundii Cerisiers plasuje się na 263. miejscu pod względem liczby ludności, natomiast pod względem powierzchni na miejscu 252.).